# Новое Амесьево (Сасовский район)
Но́вое Аме́сьево — деревня в Сасовском районе Рязанской области России. Входит в состав Демушкинского сельского поселения.

## Географическое положение
Находится в 5 км к северо-востоку от райцентра Сасово (по шоссе около 10 км), на правом берегу реки Цны.
Ближайшие населённые пункты:

— село Кошибеево 6,5 км к северо-востоку по грунтовой дороге;

— деревня Старое Амесьево в 2,5 км к востоку по грунтовой дороге;

— село Бастаново в 3,5 км к юго-востоку по щебёнчатой дороге;

— село Глядково в 1,5 км к северо-западу на другом берегу Цны (переправа через реку отсутствует).

## Природа

#### Климат
Климат умеренно континентальный с умеренно жарким летом (средняя температура июля +19 °С) и относительно холодной зимой (средняя температура января -11 °С). Осадков выпадает около 600 мм в год.

#### Рельеф
Высота над уровнем моря 90—103 м. Рельеф довольно неоднородный. Как правый, так и левый берега Цны обрывистые, но невысокие. Пойма выражена слабо, причём в данном месте очень узкая (по линии Новое Амесьево — Глядково чуть более 1 км), расширяющаяся вниз по течению.

#### Гидрография
Деревня расположена на правом берегу реки Цны, при впадении в неё правого притока — небольшой речки Леи. Приустьевая часть слегка заболочена, благодаря выровненному здесь рельефу и близкому уровню грунтовых вод.

#### Почвы
Из-за близости относительно крупной реки почвы преимущественно аллювиальные, представленные песками и супесями. Малоплодородные.

## История
В 1883 г. деревня Новое Амесьево входила в Глядковскую волость Елатомского уезда Тамбовской губернии.
С 2004 г. и до настоящего времени входит в состав Демушкинского сельского поселения.
До этого момента входила в Кошибеевский сельский округ.

## Население
| 1914 | 1981 | 1989 | 2010 |
| ---- | ---- | ---- | ---- |
| 352  | ↘320 | ↘50  | ↘5   |

## Хозяйство

#### Промышленность
В данное время промышленные предприятия отсутствуют.
В прошлом на противоположном берегу Цны работал небольшой крахмальный завод. Ныне остались лишь заросшие бетонные основания от фундаментов строений.

#### Сельское хозяйство
В деревне функционирует крестьянское хозяйство «Возрождение».

## Инфраструктура

#### Дорожная сеть
В деревню приходит ответвление (покрытие — щебень) от автодороги Сасово — Ласицы.

#### Связь
Электроэнергию деревня получает по тупиковой ЛЭП 10 кВ от подстанции 110/10/6 кВ "Цна". Ранее электрообеспечение осуществлялось от ПС 35/10 кВ "Рожково".